# Seale
Seale – wieś w Anglii, w Surrey. Leży 5,5 km od miasta Farnham, 10,5 km od miasta Guildford i 54,4 km od Londynu. W latach 1861 parish liczyła 669 mieszkańców.